# Sehnsucht ist unheilbar
Sehnsucht ist unheilbar ist das achte Studioalbum der deutschen Pop- und Schlagersängerin Juliane Werding. Es erschien am 28. Februar 1986 beim Plattenlabel WEA.

## Hintergrund
Das aus neun Titeln bestehende Album Sehnsucht ist unheilbar wurde mit dem Produzenten Harald Steinhauer aufgenommen. Die erste im Januar 1986 veröffentlichte Single Stimmen im Wind präsentierte sie am 6. Februar 1986 bei Show & Co. mit Carlo. Werding konnte mit diesem Titel zweimal den ersten Platz der ZDF-Hitparade mit Viktor Worms erreichen: zum ersten Mal in der 199. Ausgabe am 16. April 1986 und zum zweiten Mal am 4. Januar 1987 in der 208. Sendeausgabe bei der Jahreshitparade für das Vorjahr 1986. In der nachfolgenden Ausgabe vom 18. Februar 1987 präsentierte sie mit Das Würfelspiel die im Oktober 1986 erschienene dritte Single des Albums.
Das Frontcover zeigt Werding stehend in einem dunklen Raum. Hinter ihr wird blaues Scheinwerfer-Licht ausgestrahlt.

## Titelliste
| # | Titel                   | Autor(en)                                      | Produzent(en)     | Länge |
| - | ----------------------- | ---------------------------------------------- | ----------------- | ----- |
| 1 | Sehnsucht ist unheilbar | Michael Kunze, Harald Steinhauer               | Harald Steinhauer | 5:14  |
| 2 | Takt der Zeit           | Juliane Werding                                | Harald Steinhauer | 3:32  |
| 3 | Stimmen im Wind         | Michael Kunze, Harald Steinhauer               | Harald Steinhauer | 4:18  |
| 4 | Der Brief               | Michael Kunze, Harald Steinhauer               | Harald Steinhauer | 4:38  |
| 5 | Nachtexpress            | Michael Kunze, Harald Steinhauer, Franz Trojan | Harald Steinhauer | 2:48  |
| 6 | Das Würfelspiel         | Michael Kunze, Harald Steinhauer               | Harald Steinhauer | 3:11  |
| 7 | Weich und warm          | Juliane Werding                                | Harald Steinhauer | 2:58  |
| 8 | Land über'm Meer        | Michael Kunze, Harald Steinhauer               | Harald Steinhauer | 4:29  |
| 9 | Alle Macht              | Juliane Werding                                | Harald Steinhauer | 4:55  |

## Rezeption

### Rezensionen
Stefan Johannesberg, Musikkritiker von laut.de, bezeichnete Sehnsucht ist unheilbar als „Poesie zwischen Chanson, Liedermacher und Pop“.

### Charts und Chartplatzierungen
Sehnsucht ist unheilbar stieg am 31. März 1986 auf Rang 54 der deutschen Albumcharts ein und erreichte seine beste Platzierung am 16. April 1986 mit Rang 17. Das Album konnte sich 62 Wochen in den Charts platzieren, letztmals in der Chartausgabe vom 1. Juni 1987. 1986 belegte das Album Rang 36 der deutschen Jahrescharts sowie Rang 61 im Jahr 1987.
| ChartsChartplatzierungen | Höchstplatzierung | Wochen |
| ------------------------ | ----------------- | ------ |
| Deutschland (GfK)        | 17 (62 Wo.)       | 62     |

| ChartsJahrescharts (1986) | Platzierung |
| ------------------------- | ----------- |
| Deutschland (GfK)         | 36          |

| ChartsJahrescharts (1987) | Platzierung |
| ------------------------- | ----------- |
| Deutschland (GfK)         | 61          |